# Xã Hammond, Quận Spencer, Indiana
Xã Hammond (tiếng Anh: Hammond Township) là một xã thuộc quận Spencer, tiểu bang Indiana, Hoa Kỳ. Năm 2010, dân số của xã này là 1.727 người.